# Langues en Macédoine du Nord
La langue officielle de la Macédoine du Nord est le macédonien, qui est la langue maternelle de 66 % de la population du pays. Par ailleurs l'albanais est la langue maternelle de 25 % de la population du pays.

## Statistiques diverses
- Langues des sites internet en ".mk" (2016)[3] : macédonien 44 %, anglais 41 %, russe 11 %
- Langues de consultation de Wikipédia (2013) : anglais 68 %, macédonien 17 %
- Langues d'interface de Google Macédoine[4] : macédonien